# Charlotte Hornets
Die Charlotte Hornets sind ein US-amerikanisches Basketball-Team der Profiliga NBA, in der sie von 1988 bis 2002 und seit der Spielzeit 2004/05 spielen. Das Franchise ist beheimatet in Charlotte, North Carolina. Die Mannschaft spielt in der Southeast Division, gemeinsam mit den Mannschaften Miami Heat, Orlando Magic, Atlanta Hawks und Washington Wizards. Basketball-Legende Michael Jordan ist Eigentümer der Hornets.
Das Team hieß bis zum Beginn der Saison 2014/15 Charlotte Bobcats und wurde in Hornets umbenannt, nachdem dieser Name nach der Umbenennung der ehemaligen Hornets in New Orleans Pelicans wieder frei wurde. Die Mannschaftsfarben der Bobcats waren orange, blau und silber. Im Zuge des Namenwechsels erhielt das Franchise die Geschichte der ursprünglichen Hornets von 1988 bis 2002, inklusive aller Erfolge und Statistiken.

## Geschichte

### Charlotte Hornets (1988–2002)
Als die NBA in den späten 1980er Jahren die Liga erweitern wollte, hatte George Shinn, ein Unternehmer aus Kannapolis North Carolina das Ziel, ein NBA-Team nach Charlotte zu bringen. Shinn’s Trumpf war das Charlotte Coliseum, eine sich im Bau befundene, hochmoderne Arena in Charlotte, die rund 24.000 Zuschauer fassen konnte. Nach einiger Zeit gelang es ihm, ein Expansion Team nach Charlotte zu holen, das später den Namen „Hornets“ bekam. Der Name leitete sich vom heftigen Widerstand der Stadt gegen die britische Besatzung während des Unabhängigkeitskriegs ab, der den britischen Kommandeur dazu veranlasste, die Stadt als „ein wahres Hornissennest“ zu bezeichnen. Das Team erhielt eine Menge Aufmerksamkeit, als es blaugrün und lila als seine Teamfarben wählte und damit in den 1990er Jahren eine Modebewegung im Sport auslöste. Viele andere Profi- und Amateurteams folgten bald mit ähnlichen Teamfarben. Die „Hornets“ popularisierten die Verwendung von Nadelstreifen auf Trikots und inspirierten dadurch ähnliche Entwürfe anderer NBA-Franchises.
Die „Hornets“ begannen in der Saison 1988/89, zusammen mit den Miami Heat, in der NBA zu spielen. Nach Schwierigkeiten in den ersten Jahren (typisch für die meisten Expansion Teams), qualifizierte sich das Team 1992/93 erstmals für die Playoffs. Die Mannschaft, um Larry Johnson, Muggsy Bogues und dem damaligen Rookie Alonzo Mourning besiegte in der ersten Runde die Boston Celtics. In den Conference-Semifinals wurde sie dann allerdings von den New York Knicks in fünf Spielen besiegt. Nach eher bescheidenem Erfolg in den folgenden drei Spielzeiten führte Glen Rice das Team in zwei aufeinanderfolgenden Saisons (1996/97 und 1997/98) in die Playoffs, wo man aber an den New York Knicks und den Chicago Bulls scheiterte. Trotz anhaltendem Erfolg auf dem Spielfeld und der Entwicklung weiterer Stars wie Baron Davis, ließen die Besucherzahlen stark nach. Dies geschah vor allem auf Grund von Spielerwechseln, die von Teambesitzer George Shinn veranlasst wurden. Nachdem das Team in der Saison 2001/02 den letzten Platz bei den Besucherzahlen belegt hatte, verließen die „Hornets“ Charlotte und zogen nach New Orleans, Louisiana und spielten dort unter dem Namen New Orleans Hornets.
In den 14 Jahren in Charlotte erzielten sie eine Bilanz von 522:546 (48,9 %) in der regulären Saison und eine Bilanz von 20:28 (41,7 %) in den Playoffs, die das Franchise siebenmal erreichte und dabei viermal in die Conference-Semifinals einzogen.
Zwischen 2002 und 2004 hatte Charlotte kein Basketball-Franchise.

### Charlotte Bobcats (2004–2014)

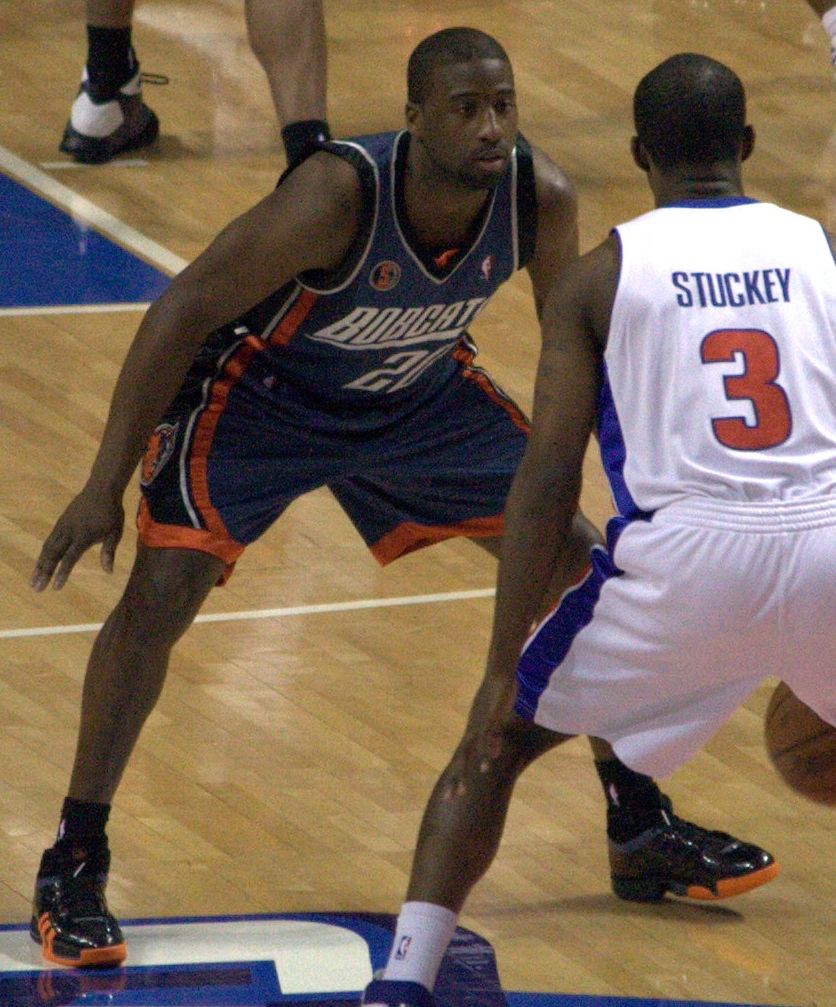
Point Guard Raymond Felton

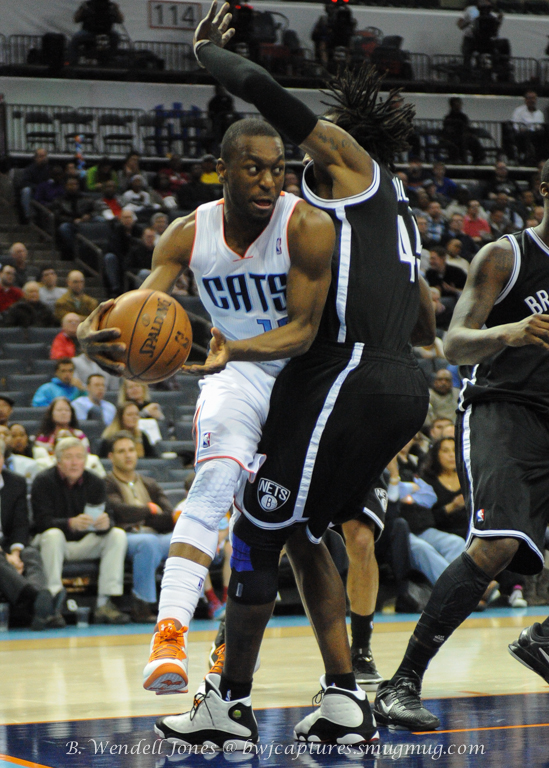
All-Star Kemba Walker spielte acht Jahre für das Franchise

Als die Hornets 2002 Charlotte verließen und sich in New Orleans als New Orleans Hornets niederließen, versprach die NBA der Stadt, schnellstmöglich ein neues NBA-Team zu besorgen. 2004 wurden die Bobcats als Expansion Team in die NBA aufgenommen, und der TV-Millionär Robert „Bob“ Johnson war erster Besitzer des Franchises. Der erste Teamname „Bobcats“ (dt.: Rotluchs) wurde genommen, weil der Rotluchs für North Carolina typisch ist und Bob Johnson einen Teil seines Vornamens einbringen konnte. Erster Coach wurde Bernie Bickerstaff. Im ersten NBA-Draft sicherten man sich die Dienste von Center Emeka Okafor an zweiter Stelle im Draft und verpflichteten im Expansion-Draft Gerald Wallace. Die Bobcats erlebten eine schwere Saison und gewannen nur 18 der 82 Saisonspiele, der defensivstarke Okafor wurde NBA Rookie of the Year, und Wallace etablierte sich bald als Spielführer. In der zweiten Saison 2005/06 wurden Point Guard Raymond Felton und Power Forward Sean May gedraftet, die beide von der North Carolina University stammen. Weil sowohl May als auch bald Okafor viele Verletzungen erlitten und Felton nie aus dem Schatten der späteren All-Stars und Olympiasieger Chris Paul und Deron Williams trat, die unmittelbar vor ihm gedraftet wurden, gewannen die Bobcats nur 26 Spiele.
Im Sommer 2006 wurde Hall of Famer Michael Jordan Mitbesitzer und Manager des Teams. College-Star Adam Morrison wurde im Draft an dritter Stelle gezogen. Dem Forward riss allerdings die Achillessehne, und er erlangte danach nie die erhoffte Form. Die Bobcats gewannen 33 Spiele und verpassten abermals die Playoffs. Nachdem Coach Bickerstaff wegen Erfolglosigkeit entlassen und von Sam Vincent ersetzt wurde, erfolgte in der Saison 2007/08 der Wechsel des mehrfachen NBA-Slam-Dunk-Contest-Gewinners Jason Richardson nach Charlotte. Richardson konnte jedoch nie an die hohen Erwartungen anknüpfen und die Bobcats gewannen lediglich 32 Spiele. Nachdem Vincent gefeuert wurde, übernahm Trainer-Legende Larry Brown den Job. Im Draft wurde Point Guard D. J. Augustin verpflichtet und Richardson wurde für die beiden vielseitigen Flügelspieler Boris Diaw und Raja Bell transferiert. Unter Brown spielten die Bobcats endlich um die Playoffs mit. Augustin wurde der erste Draftpick seit längerem, der die Erwartungen erfüllte, das Team verfehlte nur knapp die Playoffs.
Im Jahr 2009/10 wurde der verletzungsanfällige Okafor für den erfahrenen Tyson Chandler getauscht. Angeführt von Führungsspieler Gerald Wallace und dem neu verpflichteten Swingman Stephen Jackson gewannen die Bobcats 44 ihrer 82 Spiele und qualifizierten sich als Siebter der Eastern Conference erstmals für die Playoffs. Sie ließen pro Spiel nur 93,8 gegnerische Punkte zu, was Ligarekord war. Wallace etablierte sich dabei als einer der defensiv- und reboundstärksten Flügelspieler der Liga und ging am 14. Februar 2010 in Dallas als erster All-Star des Franchises in die Geschichte ein. In den Playoffs wurden die Bobcats mit 4:0 von den Orlando Magic bezwungen.
Die Saison 2010/11 wurde dazu genutzt, das Team erneut umzubauen. Tyson Chandler wechselte nach Dallas und Raymond Felton und Wallace wurden nach Portland abgegeben. Damit sollte Platz im Kader geschaffen werden, um einen Neuaufbau beginnen zu können. Nach lediglich 34 Siegen und 48 Niederlagen verpassten die Bobcats die Playoffs. Im Draft 2011 verpflichteten die Bobcats mit Kemba Walker und Bismack Biyombo zwei talentierte junge Spieler.
Doch die Saison 2011/12 wurde zur schwächsten Saison eines Franchises in der NBA-Geschichte. In der verkürzten Saison 2011/12 gelangen den Bobcats lediglich sieben Siege bei 59 Niederlagen, was den schlechtesten Prozentsatz an Siegen (10,6 %) in der Geschichte der NBA bedeutete. Die Saison beendeten die Bobcats mit 23 Niederlagen in Folge. Headcoach Paul Silas wurde daraufhin kurz nach Saisonende entlassen, da das Verhältnis zwischen Trainer und Mannschaft aufgrund der vielen Niederlagen nicht mehr intakt war. Durch das schlechte Abschneiden der Bobcats in der Saison 2011/12 hatten die Bobcats die besten Chancen aller nicht für die Playoffs qualifizierten Teams in der NBA-Draft-Lottery für den Draft 2012. Doch trotz einer Wahrscheinlichkeit von 25 % auf das Erstauswahlrecht im Draft wurde den Bobcats lediglich der zweiten Pick zugelost; den „First Pick“ konnten sich die New Orleans Hornets sichern.
Im Juni 2012 wurde mit Mike Dunlap ein neuer Coach präsentiert. Er war zuvor mehrere Jahre Assistenztrainer an der St. John’s University und bei den Denver Nuggets. Im Draft sicherten sich die Bobcats schließlich Michael Kidd-Gilchrist an zweiter Stelle. Ebenso wurden die erfahrenen Spieler Brendan Haywood, Ramon Sessions und Ben Gordon verpflichtet, um weitere Qualität in den Kader zu bringen. Zur Saison 2012/2013 präsentierten die Bobcats zudem ein farblich verändertes Logo und neue Trikots in den Hauptfarben Blau und Weiß. Unter Dunlap präsentierte sich die Mannschaft allerdings nur wenig verbessert und schloss die Saison mit 21 Siegen und 61 Niederlagen ab. Direkt im Anschluss an die Saison gaben die Bobcats die Trennung vom Trainer bekannt.
Mai 2013 wurde mit Steve Clifford ein neuer Headcoach vorgestellt, der einen Vertrag über 2 Jahre in Charlotte erhielt. Kurze Zeit später stellten die Bobcats mit Center Al Jefferson die erste namhafte Neuverpflichtung vor. Jefferson war zuvor für die Utah Jazz aktiv. Gleichzeitig lösten die Bobcats den Vertrag mit Tyrus Thomas per Option auf. Sportlich verlief die Saison 2013/2014 wieder erfolgreicher und die Bobcats konnten bei 43 Siegen aus 82 Spielen zum zweiten Mal in der Team-Geschichte in die Playoffs einziehen. Dort traf das Team in der ersten Runde auf NBA-Champion Miami Heat. Gegen die Heat schieden die Bobcats mit 0:4 aus, nicht zuletzt aufgrund einer Verletzung von Jefferson.

### Charlotte Hornets (Seit 2014)
Im April 2013 benannte sich das Franchise New Orleans Hornets (die ursprünglich aus Charlotte kam) in New Orleans Pelicans um, womit der Spitzname „Hornets“, für ein NBA-Team wieder frei wurde. Das Management der Bobcats strebte einen Namenswechsel an, da sie sich eine wachsende Bekanntheit und steigende Einnahmen für das Franchise versprachen. Die Fangemeinde in Charlotte war gespalten, ob das Team zum alten Namen zurückkehren sollte. Der Namenswechsel sollte nach Aussagen von NBA-Offiziellen mindestens 18 Monate in Anspruch nehmen, da viele rechtliche Aspekte geklärt werden müssten und dadurch enorme Kosten verursacht würden. Nachdem schneller als erwartet alle Aspekte geklärt werden konnten, liefen die Bobcats bereits ab der Spielzeit 2014/2015 wieder als Charlotte Hornets auf. Im Zuge des Namenswechsel erhielten die neuen Hornets die Geschichte der alten Hornets mitsamt allen Erfolgen und Statistiken zugesprochen.
Im NBA-Draft 2014 wählte man Noah Vonleh, über die Free Agency verpflichtete man Marvin Williams von den Utah Jazz und Lance Stephenson, der von den Indiana Pacers kam. Trotz der namhaften Verpflichtungen konnte die Mannschaft selten überzeugen und hatte mit enormen Verletzungssorgen zu kämpfen. Aufgrund dessen konnten die Hornets nicht wie erhofft erneut in die Playoffs einziehen und verpassten diese deutlich.
Im Sommer 2015 wurden Vonleh und Gerald Henderson für den Franzosen Nicolas Batum nach Portland getauscht. Ebenso wurde Stephenson, der die Erwartungen nicht erfüllen konnte, verkauft. Weiterhin wurden Spencer Hawes, Jeremy Lin und Jeremy Lamb verpflichtet. Über den NBA-Draft 2015 wurde Frank Kaminsky an 9. Stelle ausgewählt. Die Hornets erreichten mit 48 Siegen die Playoffs und trafen in der ersten Runde auf die Miami Heat. Obwohl man die Serie zwischenzeitlich mit 3:2 anführte, schieden die Hornets mit 3:4 erneut in der ersten Playoff-Runde aus. Im Jahr darauf reichte es mit 36 Siegen nicht für die Playoff-Qualifikation. Im Sommer 2017 wurde der ehemalige All-Star Center Dwight Howard von den Atlanta Hawks verpflichtet. Dennoch wurden die Playoffs erneut mit nur 36 Siegen verfehlt.
Auch die kommenden beiden Saisons verliefen nicht optimal für die Hornets, das Team verblieb mit einem nahezu unveränderten Kader im unteren Mittelfeld der Eastern Conference und verpasste die Playoffs. Dies führte unter anderem dazu, dass im Sommer 2018 der Coach Clifford durch James Borrego ersetzt wurde. Im Sommer 2019 verließ All-Star Kemba Walker, bis dahin der erfolgreichste Korbschütze der Hornetsgeschichte, die Hornets und wechselte zu den Boston Celtics. Als Ersatz kam Terry Rozier von den Celtics.

### Saison 2020/21 bis 2024/25
Zur Saison 2021, die aufgrund der weltweiten Corona-Krise erst im Dezember 2020 begann, wechselte Forward Gordon Hayward von den Boston Celtics zu den Hornets. Im NBA-Draft 2020 hatten die Hornets zudem den talentierten Pointguard LaMelo Ball mit dem 3. Pick gedraftet.
Trotz guter Leistungen von Ball und Guard Terry Rozier beendeten die Hornets die Saison mit einer Bilanz von 33:39 auf Platz 10 im Osten. Im Play-In Tournament scheiterten sie an den Indiana Pacers mit 117:144 und verpassten somit die Playoffs erneut.
Auch 2022/23 verpassten die Hornets mit lediglich 27 Siegen deutlich die Playoffs.
In der Saison 2024/25 gelangen den Hornets lediglich 19 Siege bei 63 Niederlagen und erneut verpassten sie die Playoffs deutlich.

## Arena
Die Heimspiele werden im Spectrum Center bestritten, einer 2005 eröffneten Multifunktionsarena im Herzen von Charlotte (Uptown) mit 19.026 Plätzen. Während der Saison 2004/05 spielten die Bobcats im Charlotte Coliseum (24.042 Plätze).
Die Charlotte Bobcats sind ein verhältnismäßig junges Team; Gründungsdatum war der 10. Januar 2003. Das Team entstand auf Initiative der Stadt Charlotte und der NBA, als die Charlotte Hornets (heute: New Orleans Pelicans) nach New Orleans umzogen. Daraufhin entschloss sich die Stadt im Rahmen eines Bieterverfahrens, ein neues Basketball-Team auf der Basis eines solventen Investors ins Leben zu rufen.

## Aktueller Kader
| Nr. | Nat.                       | Name              | Position       | Geburt     | Größe  | Info | College                              |
| --- | -------------------------- | ----------------- | -------------- | ---------- | ------ | ---- | ------------------------------------ |
| 0   | Vereinigte Staaten         | Miles Bridges     | Forward        | 21.03.1998 | 201 cm |      | Michigan State                       |
| 1   | Vereinigte Staaten         | LaMelo Ball       | Guard          | 22.08.2001 | 201 cm |      | Spire Institute and Academy, OH (HS) |
| 2   | Vereinigte Staaten         | Grant Williams    | Forward        | 30.11.1998 | 198 cm |      | Tennessee                            |
| 3   | Vereinigte Staaten         | Jeffries DaQuan   | Guard/Forward  | 30.08.1997 | 196 cm |      | Tulsa                                |
| 5   | Vereinigte Staaten         | Mark Williams     | Center         | 16.12.2001 | 213 cm |      | Duke                                 |
| 7   | Vereinigte Staaten         | Damion Baugh      | Guard          | 03.08.2000 | 193 cm | R G  | TCU                                  |
| 8   | Vereinigte Staaten         | Nick Smith Jr.    | Guard          | 18.04.2004 | 196 cm |      | Arkansas                             |
| 9   | Vereinigte Staaten         | Wendell Moore Jr. | Guard          | 18.09.2001 | 196 cm | G    | Duke                                 |
| 10  | Australien                 | Josh Green        | Guard/Forward  | 16.11.2000 | 196 cm |      | Arizona                              |
| 11  | Bosnien und Herzegowina    | Jusuf Nurkić      | Center         | 23.08.1994 | 213 cm |      | Bosnien und Herzegowina              |
| 12  | Vereinigte Staaten Nigeria | Josh Okogie       | Guard/Forward  | 01.09.1998 | 193 cm |      | Georgia Tech                         |
| 14  | Frankreich                 | Moussa Diabaté    | Center         | 21.01.2002 | 206 cm |      | Michigan                             |
| 18  | Vereinigte Staaten         | Malachi Flynn     | Guard          | 09.05.1998 | 185 cm |      | San Diego State                      |
| 23  | Vereinigte Staaten         | Tre Mann          | Guard          | 03.02.2001 | 191 cm |      | Florida                              |
| 24  | Vereinigte Staaten         | Brandon Miller    | Guard/Forward  | 22.11.2002 | 203 cm |      | Alabama                              |
| 25  | Vereinigte Staaten         | KJ Simpson        | Guard          | 08.08.2002 | 183 cm | R G  | Colorado                             |
| 30  | Vereinigte Staaten         | Seth Curry        | Guard          | 23.08.1990 | 185 cm |      | Duke                                 |
| 31  | Frankreich                 | Tidjane Salaün    | Forward        | 10.08.2005 | 202 cm | R    | Frankreich                           |
| 67  | Vereinigte Staaten         | Taj Gibson        | Forward/Center | 24.06.1985 | 206 cm |      | USC                                  |

| Nat.               | Name             | Position                                       |
| ------------------ | ---------------- | ---------------------------------------------- |
| Vereinigte Staaten | Charles Lee      | Chefcoach                                      |
| unbekannt          | Zach Peterson    | Assistenzcoach Direktor für Spielerentwicklung |
| unbekannt          | Ryan Frazier     | Assistenzcoach für Spielerentwicklung          |
| unbekannt          | Joshua Longstaff | Assistenzcoach                                 |
| unbekannt          | Blaine Mueller   | Assistenzcoach                                 |
| Kanada             | Jermaine Bucknor | Assistenzcoach                                 |
| unbekannt          | Chris Jent       | Assistenzcoach                                 |
| unbekannt          | Matt Hill        | Assistenzcoach                                 |
| unbekannt          | Lamar Skeeter    | Assistenzcoach                                 |

| Abk. | Bedeutung                       |
| ---- | ------------------------------- |
| Nr.  | Trikotnummer                    |
| Nat. | Nationalität                    |
| C    | Mannschaftskapitän              |
| R    | Rookie                          |
| G    | Two-way contract                |
| S    | Suspension                      |
|      | Verletzungsbedingte Inaktivität |

## Cheftrainer
Der erste Trainer in der Vereinsgeschichte war Bernie Bickerstaff, der zuvor bereits bei den Seattle SuperSonics, Denver Nuggets und Washington Wizards unter Vertrag stand. Er übernahm bei den Bobcats ebenfalls den Posten des General Managers, trat nach der NBA-Saison 2006/07 jedoch bereits zurück. Bickerstaff blieb allerdings Executive Vice President des Teams. Am 25. Mai 2007 wurde Sam Vincent als neuer Trainer vorgestellt, welcher zuvor Assistenzcoach bei den Dallas Mavericks und drei Jahre Cheftrainer in der NBA Development League war. Allerdings blieb Vincent nur eine Saison lang in Charlotte und wurde am 26. April 2008 entlassen.
Am 29. April 2008 wurde bekannt gegeben, dass Trainer-Legende Larry Brown der dritte Bobcats-Trainer der Vereinsgeschichte wird. Auf Brown folgten Paul Silas (2010 bis 2012), sowie Mike Dunlap (2012 bis 2013). Ab Mai 2013 war Steve Clifford Headcoach der Bobcats bzw. Hornets. Nach dem zweimaligen Nichterreichens der Playoffs wurde Clifford zwei Tage nach Beendigung der regulären Spielzeit im April 2018 von den Hornets entlassen.
| Name               | Zeit      | Siege:Niederlagen | Siege [%] |
| ------------------ | --------- | ----------------- | --------- |
| Bernie Bickerstaff | 2004–2007 | 77:169            | 31,3      |
| Sam Vincent        | 2007–2008 | 32:50             | 39,0      |
| Larry Brown        | 2008–2010 | 88:108            | 44,9      |
| Paul Silas         | 2010–2012 | 32:88             | 26,7      |
| Mike Dunlap        | 2012–2013 | 21:61             | 25,6      |
| Steve Clifford     | 2013–2018 | 196:214           | 47,8      |

## Ehrungen und nennenswerte Leistungen

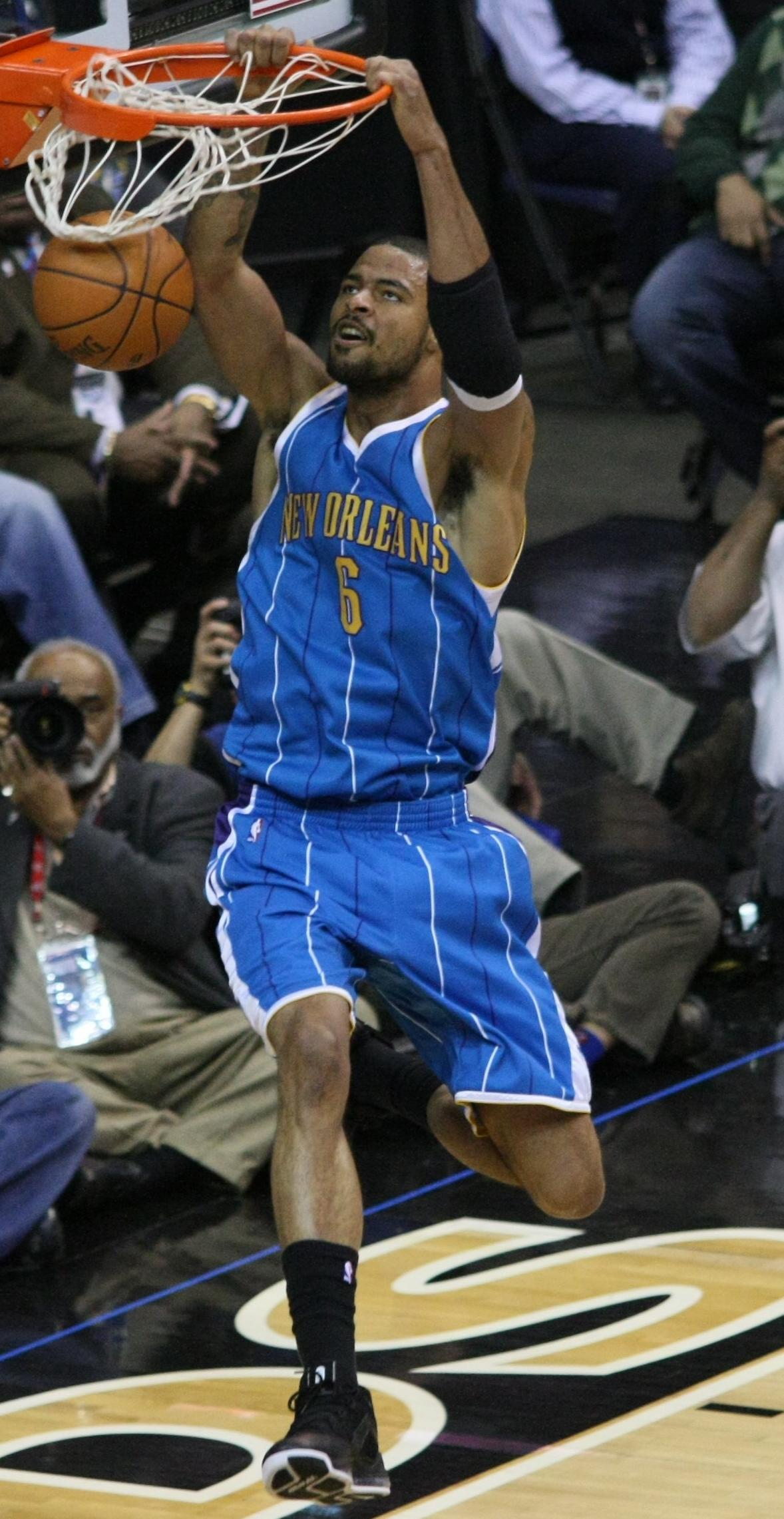
Center Tyson Chandler im Trikot der Hornets

| Nr. | Nat.               | Name         | Position | Zeit      |
| --- | ------------------ | ------------ | -------- | --------- |
| 13  | Vereinigte Staaten | Bobby Phills | Guard    | 1997–2000 |

| Name             | aktueller Verein |
| ---------------- | ---------------- |
| Dell Curry       | Karriere beendet |
| Larry Johnson    | Karriere beendet |
| Baron Davis      | Karriere beendet |
| Muggsy Bogues    | Karriere beendet |
| Bobby Phills     | Karriere beendet |
| Eddie Jones      | Karriere beendet |
| Glen Rice        | Karriere beendet |
| Jamal Mashburn   | Karriere beendet |
| Alonzo Mourning  | Karriere beendet |
| Emeka Okafor     | Karriere beendet |
| Gerald Wallace   | Karriere beendet |
| Tyson Chandler   | Karriere beendet |
| Boris Diaw       | Karriere beendet |
| Nazr Mohammed    | Karriere beendet |
| Adam Morrison    | Karriere beendet |
| Raymond Felton   | Karriere beendet |
| Raja Bell        | Karriere beendet |
| Jason Richardson | Karriere beendet |
| Stephen Jackson  | Karriere beendet |
| D. J. Augustin   | Karriere beendet |
| Vlade Divac      | Karriere beendet |

## Statistiken
| Jahr              | Siege:Niederlagen | Siege [%]         | Playoffs |
| Charlotte Hornets | Charlotte Hornets | Charlotte Hornets | Charlotte Hornets                                                                                                   |
| ----------------- | ----------------- | ----------------- | --- |
| 1988/89           | 20:62             | 24,4              | Nicht für die Playoffs qualifiziert                                                                                 |
| 1989/90           | 19:63             | 23,2              | Nicht für die Playoffs qualifiziert                                                                                 |
| 1990/91           | 26:56             | 31,7              | Nicht für die Playoffs qualifiziert                                                                                 |
| 1991/92           | 31:51             | 37,8              | Nicht für die Playoffs qualifiziert                                                                                 |
| 1992/93           | 44:38             | 53,7              | 3:1 in der ersten Runde gegen die Boston Celtics 1:4 in den Eastern Conference-Halbfinals gegen die New York Knicks |
| 1993/94           | 41:41             | 50,0              | Nicht für die Playoffs qualifiziert                                                                                 |
| 1994/95           | 50:32             | 61,0              | 1:3 in der ersten Runde gegen die Chicago Bulls                                                                     |
| 1995/96           | 41:41             | 50,0              | Nicht für die Playoffs qualifiziert                                                                                 |
| 1996/97           | 54:28             | 65,9              | 0:3 in der ersten Runde die New York Knicks                                                                         |
| 1997/98           | 51:31             | 62,2              | 3:1 in der ersten Runde gegen die Atlanta Hawks 1:4 in den Eastern Conference-Halbfinals gegen die Chicago Bulls    |
| 1998/99           | 26:24             | 52,0              | Nicht für die Playoffs qualifiziert                                                                                 |
| 1999/00           | 49:33             | 59,8              | 1:3 in der ersten Runde gegen die Philadelphia 76ers                                                                |

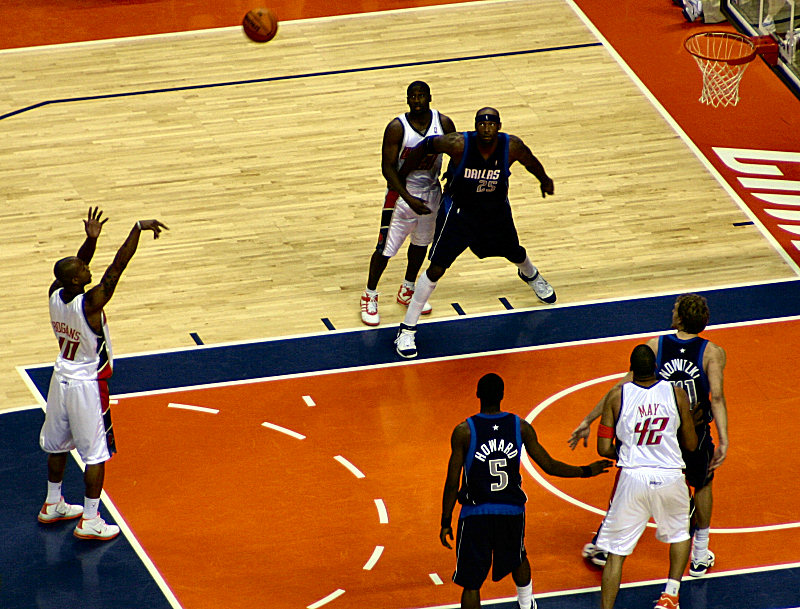
Die Bobcats im Spiel gegen die Dallas Mavericks (2005)

| 2000/01           | 46:36             | 56,1              | 3:0 in der ersten Runde gegen die Miami Heat 3:4 in den Eastern Conference-Halbfinals gegen die Milwaukee Bucks     |
| 2001/02           | 44:38             | 53,7              | 3:1 in der ersten Runde gegen die Orlando Magic 1:4 in den Eastern Conference-Halbfinals gegen die New Jersey Nets  |
| Charlotte Bobcats |                   |                   | |
| 2004/05           | 18:64             | 22,0              | Nicht für die Playoffs qualifiziert                                                                                 |
| 2005/06           | 26:56             | 31,7              | Nicht für die Playoffs qualifiziert                                                                                 |
| 2006/07           | 33:49             | 40,2              | Nicht für die Playoffs qualifiziert                                                                                 |
| 2007/08           | 32:50             | 39,0              | Nicht für die Playoffs qualifiziert                                                                                 |
| 2008/09           | 35:47             | 42,7              | Nicht für die Playoffs qualifiziert                                                                                 |
| 2009/10           | 44:38             | 53,7              | 0:4 in der ersten Runde gegen die Orlando Magic                                                                     |
| 2010/11           | 34:48             | 41,5              | Nicht für die Playoffs qualifiziert                                                                                 |
| 2011/12           | 07:59             | 10,6              | Nicht für die Playoffs qualifiziert                                                                                 |
| 2012/13           | 21:61             | 25,6              | Nicht für die Playoffs qualifiziert                                                                                 |
| 2013/14           | 43:39             | 52,4              | 0:4 in der ersten Runde gegen die Miami Heat                                                                        |
| Charlotte Hornets |                   |                   | |
| 2014/15           | 33:49             | 40,2              | Nicht für die Playoffs qualifiziert                                                                                 |
| 2015/16           | 48:34             | 58,5              | 3:4 in der ersten Runde gegen die Miami Heat                                                                        |
| 2016/17           | 36:46             | 43,9              | Nicht für die Playoffs qualifiziert                                                                                 |
| 2017/18           | 36:46             | 43,9              | Nicht für die Playoffs qualifiziert                                                                                 |
| 2018/19           | 39:43             | 47,6              | Nicht für die Playoffs qualifiziert                                                                                 |
| 2019/20           | 23:42             | 28,0              | Nicht für die Play-offs qualifiziert                                                                                |
| 2020/21           | 33:39             | 40,2              | Nicht für die Play-offs qualifiziert in den Play-ins                                                                |
| 2021/22           | 43:39             | 52,4              | Nicht für die Play-offs qualifiziert in den Play-ins                                                                |
| 2022/23           | 27:55             | 32,9              | Nicht für die Play-offs qualifiziert                                                                                |
| 2023/24           | 21:61             | 25,6              | Nicht für die Play-offs qualifiziert                                                                                |
| 2024/25           | 19:63             | 23,2              | Nicht für die Play-offs qualifiziert                                                                                |
| Gesamt            | 1193:1608         | 42,6              | 23:40 in den Playoffs (36,5 %) Stand: April 2025                                                                    |